# Marie Antoinette (2006)
Marie Antoinette (bra: Maria Antonieta; prt: Marie Antoinette) é um filme franco-nipo-estadunidense de 2006, do gênero ficção histórica-biográfico, escrito e dirigido por Sofia Coppola, estrelado por Kirsten Dunst, com roteiro baseado no livro Marie Antoinette: The Journey de Antonia Fraser. O filme conta a história do casamento Maria Antonieta com Luis XVI, quando virou rainha consorte até o início da Revolução Francesa.
Exibido em 24 de maio de 2006 no Festival de Cannes, recebeu reações de aplausos e vaias após a projeção para a imprensa. Os críticos franceses ficaram irritados com o retrato flexível do filme de eventos e figuras históricas reais. Embora tenha sido filmado no Palácio de Versalhes (para capturar a beleza da vida real do século 18), alguns críticos discordaram ou não entenderam por que Coppola teria misturado música de época com música contemporânea — por exemplo, canções de The Cure e The Strokes — ou por que ela teria misturado produtos modernos, como na cena em que aparece um tênis Converse.
Embora um historiador explique que, embora possam ser perturbadores, "eles também transmitem a rebeldia de uma jovem mulher, frustrada, entediada, isolada e, no entanto, sempre em destaque". Um exemplo dessa combinação do período real com os tempos modernos é uma cena em que Maria Antonieta e suas amigas desfrutam de uma farra de compras e se deleitam com doces luxuosos, champanhe, roupas, sapatos e joias, enquanto toca a canção da banda Bow Wow Wow, "I Want Candy".

## Bilheteria
Foi lançado nos Estados Unidos em 20 de outubro de 2006 pela Columbia Pictures. A maior parte do filme foi rodado no Palácio de Versailles, sob autorização especial do governo francês. Nos Estados Unidos e no Canadá, o filme estreou com US$5,361,050 em apenas 859 cinemas, com US$6,241 por cinema. Arrecadou US$15 milhões na América do Norte e cerca de US$61 milhões em todo o mundo. O filme faturou mais de US$8 milhões na França, onde o filme se passa, mas se saiu menos bem no Reino Unido, onde levou apenas US$1,727,858 nas bilheterias, enquanto o maior mercado internacional do filme foi o Japão, onde fez um total de US$15,735,433. O filme arrecadou pouco mais de US$60 milhões, com um orçamento de US$40 milhões.

## Sinopse
O filme conta a história da jovem rainha da França do século XVIII, Maria Antonieta. Sofia baseou-se em um livro biográfico de Antonia Fraser, em detrimento de outro, de Stefan Zweig, alegando que continha uma descrição mais humana de Maria Antonieta.
A princesa austríaca Maria Antonieta (Kirsten Dunst) é enviada ainda adolescente à França para se casar com o príncipe Luis XVI (Jason Schwartzman), como parte de um acordo entre os países. Na corte de Versalles ela é envolvida em rígidas regras de etiqueta, ferrenhas disputas familiares e fofocas insuportáveis, mundo em que nunca se sentiu confortável. Praticamente exilada, decide criar um universo à parte dentro daquela corte, no qual pode se divertir e aproveitar sua juventude. Só que, fora das paredes do palácio, a revolução não pode mais esperar para explodir. Passando por uma grande turbulência, Antonieta perdeu um filho em plena Revolução Francesa.

## Elenco
- Kirsten Dunst.... Maria Antonieta
- Jason Schwartzman.... Luís 16
- Judy Davis.... Condessa de Noailles
- Steve Coogan.... Embaixador Florimond Claude, Conde de Mercy-Argenteau
- Rip Torn.... Luís 15
- Rose Byrne.... Madame de Polignac
- Asia Argento… Madame Du Barry
- Molly Shannon.... tia Vitória
- Shirley Henderson.... tia Sofia
- Danny Huston.... José 2.º
- Marianne Faithfull.... Maria Teresa
- Jamie Dornan.... Conde Fersen
- Tom Hardy.... Raumont
- Al Weaver.... Carlos X de França
- Mary Nighy.... Princesa de Lamballe
- Sebastian Armesto.... Luís XVIII de França
- Céline Sallette.... Lady
- Aurore Clément.... Luísa Maria Adelaide de Bourbon
- Guillaume Gallienne.... Charles Gravier, conde de Vergennes
- Jean-Christophe Bouvet.... Charles Gravier de Vergennes
- James Lance.... Léonard Autié
- Mathieu Amalric.... homem no baile de máscaras
- Joseph Malerba.... guarda da rainha

## Produção
A produção teve acesso sem precedentes ao Palácio de Versalhes. Enquanto a ação acontece em Versalhes (incluindo o Petit Trianon da rainha e o Hameau de la Reine) e na Ópera Nacional de Paris (que foi construída após a morte da verdadeira Maria Antonieta), algumas cenas também foram filmadas no Castelo de Vaux-le-Vicomte, Castelo de Chantilly, Hôtel de Soubise e no Palácio Belvedere em Viena.
Milena Canonero e seis assistentes criadores criaram vestidos, chapéus, ternos e peças de fantasia. Também foram empregadas dez casas de aluguel e a unidade de guarda-roupas possuía sete motoristas de transporte. Os sapatos foram feitos por Manolo Blahnik e L.C.P. di Pompei, e centenas de perucas e pedaços de cabelo foram feitos pela Rocchetti & Rocchetti. Conforme revelado no documentário "Making of" do DVD, o visual do conde von Fersen foi influenciado pelo astro do rock dos anos 80, Adam Ant. Ladurée fez os doces para o filme; seus macarons são apresentados em uma cena entre Maria Antonieta e Conde Mercy.

## Trilha sonora
A trilha sonora do filme contém as bandas new wave e pós-punk New Order ("Ceremony"), Gang of Four, The Cure ("All Cats Are Grey", "Plainsong"), Siouxsie & the Banshees ("Hong Kong Garden"), Bow Wow Wow ("Fools Rush In", "Aprhodisiac" e "I Want Candy"), Adam and the Ants "Kings of the Wild Frontier", The Strokes ("What ever happened"), Dustin O'Halloran e The Radio Dept. Algumas cenas utilizam música barroca de Jean-Philippe Rameau, Antonio Vivaldi e François Couperin. A trilha sonora também inclui músicas dos músicos eletrônicos Squarepusher e Aphex Twin. Sobre a trilha sonora, Sofia Coppola disse: "Desde o início achei que devia misturar música contemporânea à música do século XVIII. Acho que essa mistura provoca uma qualidade emocional que me interessava criar uma espécie de tensão que permanece ao longo de todo o filme. Quando Maria Antonieta chega ao baile de máscaras, a música expressa todas as emoções que a consomem. Acho que a música me permite dar uma real modernidade à história".

## Recepção
Em várias entrevistas de 2006, Coppola sugere que sua interpretação altamente estilizada era intencionalmente muito moderna para humanizar as figuras históricas envolvidas. Ela admitiu ter tomado grandes liberdades artísticas com o material original e disse que o filme não se concentra apenas em fatos históricos - "Não é uma lição de história. É uma interpretação documentada, mas carregada pelo meu desejo de abordar o assunto de maneira diferente".
O filme recebeu aplausos e algumas vaias durante as primeiras exibições da imprensa no Festival de Cinema de Cannes, que um crítico supõe ser porque alguns dos jornalistas franceses podem ter se ofendido por o filme não ter sido suficientemente crítico quanto à decadência do regime.
No entanto, o crítico de cinema Roger Ebert esclareceu que, na verdade, apenas alguns jornalistas estavam vaiando durante a exibição da imprensa, e que a mídia sensacionalizou o evento. Ele afirmou que vaias são mais comuns na Europa e, às vezes, quando alguém sente que um filme é "politicamente incorreto".

### Recepção nos Estados Unidos
O filme recebeu críticas mistas, variando de elogios retumbantes a críticas perspicazes (principalmente voltadas para imprecisões históricas e uma trilha sonora contemporânea). No site do Rotten Tomatoes, que reúne principalmente críticas norte-americanas, o filme recebeu uma aprovação de 55%, com base em 185 críticas com uma classificação média de 6/10. O consenso crítico do site declara: "Imagens luxuosas e uma trilha sonora ousada diferenciam esse filme da maioria dos dramas de época; de fato, o estilo tem precedência sobre o desenvolvimento da trama e dos personagens na visão de Coppola da rainha condenada". Metacritic dá ao filme uma pontuação média ponderada de 65 em 100, com base em 37 críticos, indicando "críticas geralmente favoráveis".
O crítico de cinema americano do MSN, Dave McCoy, descreveu como uma grande sátira:

Eu ri, como vinha fazendo nos últimos vinte minutos. Eu ria da sátira, da abordagem impetuosa de Coppola e da pura alegria que um grande filme pode desencadear.
Kirk Honeycutt, do Hollywood Reporter, elogiou muitas das atuações e também o banquete visual do filme, que descreveu como "fusão harmoniosa de história e percepções contemporâneas". Mas ele questionou o uso de música moderna. Dave Calhoun, da revista londrina Time Out, considerou o filme "bonitinho, mas vazio" e criticou a diretora por fazer referência apenas passageira aos tumultos que ocorriam fora dos muros de Versalhes, na véspera da Revolução Francesa.

### Recepção na França
A recepção crítica do filme na França foi geralmente positiva. Ele tem uma pontuação agregada de 4/5 no site de cinema francês AlloCiné, com base em 21 críticas de críticos profissionais. Na revista semanal francesa, dos profissionais do audiovisual, Le Film Francais, um terço dos críticos atribuiu sua classificação mais alta - "digno da Palme d'Or". O crítico de cinema Michel Ciment também o classificou como digno da Palme d'Or. Sobre as vaias, Ciment disse: "Houve aplausos também. Os que vaiaram são pequeno-burgueses. Eles reagem assim quando uma diretora americana talentosa faz um filme sobre nós". Os críticos que deram críticas positivas ao filme incluíram Danielle Attali, do Le Journal du Dimanche, que o elogiou como "uma verdadeira maravilha, com cores, sensações, emoções e inteligência impressionantes". François Vey, do Le Parisien, achou "engraçado, otimista, impertinente" e "em uma palavra, iconoclasta". Frodon, editor de Les Cahiers du cinéma, elogiou Coppola por seu "'gênio' em retratar a alienação adolescente", e completou: "Continuo não gostando da Maria Antonieta que teve sua cabeça cortada fora, mas eu gosto da Maria Antonieta de Sofia Coppola".
Alex Masson, da Score, achava que o filme tinha um roteiro "que muitas vezes é esquecido pela corrupção de se tornar uma edição especial da Vogue dedicada a cenas de Versalhes".
No jornal Le Figaro, o historiador Jean Tulard chamou o filme de "Versalhes em molho de Hollywood", dizendo que "deslumbra" com uma "distribuição de perucas, fãs e doces, uma sinfonia de cores" que "todos [mascaram] alguns erros grosseiros. e anacronismos voluntários". Na revista L'Internaute, Évelyne Lever, historiadora e autoridade de Maria Antonieta, descreveu o filme como "longe da realidade histórica". Ela escreveu que a caracterização do filme de Maria Antonieta carecia de autenticidade histórica e desenvolvimento psicológico: "Na verdade, ela não passava seu tempo comendo doces e bebendo champanhe! [...] No filme, Maria Antonieta é a mesma de 15 a 33 anos". Ela também expressou a opinião de que "melhores filmes históricos", incluindo Barry Lyndon e The Madness of King George, foram bem-sucedidos porque seus diretores estavam "imersos na cultura da época em que evocavam".
Coppola respondeu aos críticos, explicando que ela estava interessada em mostrar "o verdadeiro ser humano por trás dos mitos..."

Meu objetivo era capturar no design a maneira pela qual eu imaginava a essência do espírito de Maria Antonieta... para que as cores doces do filme, sua atmosfera e música adolescente refletissem e visassem evocar como eu via esse mundo da perspectiva de Maria Antonieta".

## Prêmios e indicações
| Prêmio                                    | Categoria                                    | Recipiente                          | Resultado                   |
| ----------------------------------------- | -------------------------------------------- | ----------------------------------- | --------------------------- |
| Oscar 2007                                | Oscar de melhor figurino                     | Milena Canonero                     | Venceu                      |
| BAFTA                                     | Melhor guarda-roupa                          | Milena Canonero                     | Indicada                    |
| BAFTA                                     | Melhor maquilhagem e cabelo                  | Jean-Luc Russier, Desiree Corridoni | Indicado                    |
| BAFTA                                     | Melhor design de produção                    | K.K. Barrett e Véronique Melery     | Indicado                    |
| Broadcast Film Critics Association Awards | Melhor banda sonora                          |                                     | Indicado[carece de fontes?] |
| Cannes 2006                               | Sistema Educacional Francês                  | Sistema Educacional Francês         | Venceu                      |
| Cannes 2006                               | Melhor filme (Palma de Ouro)                 | Melhor filme (Palma de Ouro)        | Indicado                    |
| Satellite Awards                          | Melhor guarda-roupa                          | Milena Canonero                     | Indicado[carece de fontes?] |
| Satellite Awards                          | Melhor direcção de arte e design de produção | K.K. Barrett                        | Indicado[carece de fontes?] |